# رابطه یک‌شبه (فیلم ۲۰۱۷)
رابطه یک‌شبه (به انگلیسی: Crash Pad) فیلمی محصول سال ۲۰۱۷ و به کارگردانی کوین تنت است. در این فیلم بازیگرانی همچون دامنل گلیسون، کریستینا اپل‌گیت، توماس هیدن چرچ، نینا دوبرو و بریت اروین ایفای نقش کرده‌اند.